# Phantom Planet
Phantom Planet est un groupe de rock alternatif américain, originaire de Los Angeles, en Californie. Ce groupe est connu pour leur titre California qui fut notamment le thème principal de la série américaine Newport Beach (The O.C.).
Ils signent en 2007 sur le label Fueled By Ramen, label comptant également des groupes comme Panic! at the Disco, Paramore, Cobra Starship, Gym Class Heroes. Le groupe annonce lors de leur dernier concert le 12 décembre 2008 qu’il faisait un break d’une durée indéterminée.

## Biographie

### Débuts (1994–1998)
Le nom de Phantom Planet s'inspire d'une série B intitulée The Phantom Planet. Ils jouent leur premier concert en 1994 au Troubadour d'Hollywood, en Californie Deux de leurs chansons sont incluses en bonus dans le DVD Chicago, Chicagogoing, Chicagogone. Toujours dans l'adolescence, le groupe attire l'intérêt des exécutifs de Geffen Records. Phantom Planet signe avec Geffen en 1997 et publie son premier album, Phantom Planet Is Missing en 1998. Phantom Planet is Missing sera comparé au groupe Weezer, et s'inspire de groupes allant des Beach Boys à l'Electric Light Orchestra.

### The Guest(2002–2003)
Plus tard, après le rachat de Geffen Records par Universal, Phantom Planet signe avec Epic Records. Charlotte Froom, fille du producteur Mitchell Froom — qui a travaillé avec Elvis Costello et Paul McCartney — demandera à produire leur deuxième album. Excitée par la musique du groupe, la jeune Froom demandera à rencontrer Phantom Planet. The Guest est publié en 2002.

### Phantom Planet(2004)
Leur troisième album, l'éponyme Phantom Planet, publié en 2004, marque un changement dans la formation du groupe. contrairement au son pop rock issu de leur deuxième album, le groupe s'oriente vers du garage rock. Le chanteur Alex Greenwald explique, à cette période, vouloir continuer dans cette branche. En plein enregistrement de l'album, le membre fondateur et batteur Jason Schwartzman quitte le groupe pour se consacrer à sa carrière d'acteur. Il est remplacé par Jeff Conrad, qui finira avec eux l'enregistrement de l'album. Phantom Planet est accueilli de manière mitigée par la presse spécialisée, puis le guitariste Jacques Brautbar quitte le groupe pour se consacrer à une carrière de photographe.

### Nouveaux albums et pause (2007–2008)
Le 20 janvier 2008, Phantom Planet poste un bulletin sur Myspace annonce leur nouvel album pour 24 janvier. Intitulé Raise the Dead, il est finalement publié le 15 avril 2008. Le groupe se met en pause la même année.

### Retour (depuis 2011)
Le 4 novembre 2011, le groupe annonce officiellement son retour pour 2012.

## Membres
- Alex Greenwald - chant, guitare
- Sam Farrar - basse, chant
- Darren Robinson - guitare, chant
- Jeff Conrad - batterie

## Discographie
- 1998 : Phantom Planet Is Missing
- 2002 : The Guest
- 2004 : Phantom Planet
- 2007 : Limited Edition Tour EP
- 2008 : Raise the Dead